# The Wash (film 2001)
The Wash è un film del 2001, scritto, diretto ed interpretato da DJ Pooh.
Si fa notare per dialoghi con gergo tipicamente hip hop, e per scene che alludono allo spaccio di stupefacenti. Secondo la sceneggiatura, vendita e consumo di droghe sono un'abitudine degli autolavaggi nel centro di Los Angeles.
Al cast del film hanno preso parte anche Snoop Dogg, Dr. Dre, Xzibit ed Eminem. Quest'ultimo appare per breve tempo e ha chiesto che il suo nome non fosse registrato nei credits, perché ha voluto che il suo debutto cinematografico ufficiale fosse 8 Mile (2002).

## Trama
Sean (Dr. Dre) e Dee Loc (Snoop Dogg) sono compagni di stanza che non hanno ancora pagato l'affitto. Fatto peggiore, Sean ha appena perso il suo lavoro per Foot Locker, e così Dee Loc gli suggerisce di farsi assumere dall'autolavaggio dove lavora. Sean viene subito ingaggiato come assistente, dopo che Chris (Eminem) è stato licenziato il giorno prima. Nel frattempo il padrone di casa gli ha dato tre giorni di tempo prima dello sfratto. Anche se Dee Loc ha i soldi grazie alla sua attività di spacciatore, si rifiuta di pagare perché Sean non ha ancora metà della cifra necessaria per il debito. Così Sean fa del suo meglio per convincere Mr. Washington (George Wallace), proprietario dell'autolavaggio, in modo che possa tenerlo al lavoro quanto più possibile per dargli i soldi sufficienti per quell'affitto.
Dapprima tutto va a gonfie vele, ma poi Dee Loc viene ripreso su nastro mentre ruba. A quel punto Mr. Washington dice a Sean che deve fare altre nuove decisioni, tra cui quella 'definitiva' di licenziare il suo compagno di stanza. Tuttavia Sean cerca di persuadere Dee Loc perché agisca più onestamente, ma ciò danneggia pesantemente la loro amicizia.
In seguito Mr. Washington viene rapito, con un'arma puntata addosso, da due imbranati bulli della zona. I due rapitori sono talmente ingenui da rivelare all'autolavaggio i loro indirizzi. Ma invece di chiamare la polizia, Sean e Dee Loc mettono da parte i loro litigi per soccorrere il loro boss, altrimenti Sean non sarebbe pagato né riceverebbe i soldi per l'affitto. Il film è pieno di colpi di scena alcuni dei quali coinvolgono anche l ' ex dipendente Chris con un finale in cui gli amici risolvono, grazie a questo rapimento che chiede che collaborino tra di loro, tutte le loro divergenze.

## Cast
- Sean (Dr. Dre);
- Dee Loc (Snoop Dogg);
- Mr. Washington (George Wallace);
- Chris (Eminem);
- Bear (Tiny Lister, Jr.);
- C-Money (Lamont Bentley);
- Juan (Demetrius Navarro);
- Vickey (Truth Hurts);
- Antoinette (Angell Conwell);
- Face (Shawn Fonteno);
- Slim (DJ Pooh).

## Altre apparizioni
- Tommy Chong - Dee's Connection
- Tray Deee - Sé stesso
- Kurupt - Maniaco
- Ludacris - Cliente
- Shaquille O'Neal - Norman
- Pauly Shore - Man in trunk
- Don "Magic" Juan - Sé stesso
- Xzibit - Wayne, altro cliente dell'autolavaggio

## Box office
- - US: US$ 10,097,538
  - Altri paesi: US $131,793
- Totale: US $10,229,331

## Premi e riconoscimenti
| Stony Awards |           |                                 |
| Anno         | Risultato | Categoria                       |
| 2002         | Premio    | Stoner of the Year : Snoop Dogg |
| 2002         | Premio    | Miglior colonna sonora          |